# Stjepan Balog
Stjepan Balog (1968.), hrvatski športski novinar, komentator i televizijski urednik.

## Životopis
U mladosti je trenirao nogomet u niželigašu Prigorje iz Žerjavineca, a odmalena je pratio i atletiku. Nogometom se prestao baviti nakon odlaska u Zagreb, gdje je diplomirao na Fakultetu političkih znanosti.
Na Hrvatskoj radioteleviziji zaposlen je od 1992. godine kao novinar, športski komentator i urednik Sportskog programa. Uređivao je emisije Petica, Hrvatska nogometna liga i Olimp.
Bio je voditeljem posebnih projekata Olimpijskih igara u Londonu 2012. i Rio de Janeiru 2016. Kao komentator je uživo izvještavao s pet svjetskih nogometnih prvenstava i triju Olimpijskih igara.
Najpoznatiji je po prijenosima atletskih natjecanja. Sveukupno je komentirao na šest svjetskih atletskih prvenstava (počevši od Pariza 2003.), mitinge Dijamantne i Zlatne lige te Memorijal Borisa Hanžekovića.
Oženjen je i ima dvoje djece: sina Dominika i kćer Miju.

## Zanimljivosti
- Jedan je od 38 HRT-ovih zaposlenika smijenjenih neposredno prije preuzimanja ravnateljskog mandata Gorana Radmana u rujnu 2012. godine.[3]